# Chrysobothris facialis
Chrysobothris facialis es una especie de escarabajo del género Chrysobothris, familia Buprestidae. Fue descrita científicamente por Hoscheck en 1931.